# کتابخانه تانجونگ آرو
کتابخانه تانجونگ آرو یک کتابخانه عمومی در منطقه کوتا کینابالو بزرگ در تانجونگ آرو، ایالت صباح، مالزی است. این کتابخانه همچنین اولین کتابخانه «سبز» در مالزی است.